# Chris McKnight
Christopher Ryan McKnight, detto Chris (Lancaster, 19 ottobre 1987), è un cestista statunitense.

## Palmarès
- Campionato finlandese: 1

Kauhajoen Karhu: 2018-19